# IBM Millipede
Millipede (від лат. багатоніжка) — накопичувач даних, що базується на нанотехнології, розроблюваний компанією IBM. Місткість інформації в перспективі 1 гігабіт на квадратний міліметр.
IBM працює над цією технологією з 2003 року. В її основі лежать принципи атомно-силової мікроскопії для запису, зчитування і видалення інформації. Використовується механічне сканування тонкої полімерної плівки, нанесеної на кремнієву підкладку. Принцип роботи має схожість з зчитуванням перфокарт.
Основним елементом є кремнієві кронштейни завдовжки 70 мкм і завтовшки 0,5 мкм, які мають голку довжиною 2 мкм.
При записі голка, переміщення якої забезпечується електромагнітним приводом, нагрівається імпульсом електричного струму до 4000 °C і проколює на поверхні носія воронку діаметром 10 нм.
При зчитуванні голка нагрівається до нижчої температури, яка не дає змогу зробити нову воронку. Якщо голка попадає у наявну воронку, то її температура різко падає, що дає змогу визначити біт інформації.
Полімер, який використовується, знаходиться у метастабільному стані. Тому для стирання воронки використовується спеціальний плоский нагрівач, який має температуру вищу, ніж для утворення воронки. За свідченнями фахівців IBM це дозволить зробити 100 тисяч циклів запису/перезапису.